# 北海道パウダーベルト
北海道パウダーベルト（ほっかいどうパウダーベルト）は、北海道の中央部に位置し、大規模なスキー場が集まるスノーリゾートエリア一帯の名称である。

## 概要
「北海道パウダーベルト」は、北海道の中央部（旭川市・富良野市・占冠村を中心とした上川地方）一帯を指す。冬季は世界屈指の雪質と積雪量を有し、スキー・スノーボード等のウィンタースポーツに最適なエリアとして、国内外で高く評価されている。日本国内のみならず、オーストラリア・ニュージーランドといったオセアニア地域、香港・シンガポールといったアジア圏、アメリカ合衆国やカナダなど北米からの来訪者も多い。

## 主なスキー場
- 旭川市
  - カムイスキーリンクス
  - サンタプレゼントパーク・マロースゲレンデ
- 富良野市
  - 富良野スキー場
- 名寄市
  - 名寄ピヤシリスキー場 -「雪質日本一」を称するスキー場
- 東川町
  - 旭岳スキーコース
  - キャンモアスキービレッジ
- 占冠村
  - 星野リゾート トマム
- 上川町
  - 大雪山黒岳スキー場/大雪山層雲峡・黒岳ロープウェイ
- 新得町
  - サホロリゾート
- 比布町
  - ぴっぷスキー場

## アクセス
カムイスキーリンクス～旭川駅～旭川空港～富良野スキー場～トマムスキー場の区間を結ぶバスが冬季に運航。
- 旭川空港 -  パウダーベルトにある唯一の空港。
  - ふらのバスが富良野スキー場へ直通する「快速ラベンダー号」を運行。
  - 旭川電気軌道が旭岳スキーコース(旭岳温泉)・旭川駅行のバスを運行。
- 旭川駅 - JR函館本線・JR宗谷本線・JR石北本線・JR富良野線
  - 道北バスがカムイスキーリンクス・黒岳スキー場(層雲峡温泉)行・ぴっぷスキー場・サンタプレゼントパークマロースゲレンデ行のバスを運行。
  - 旭川電気軌道が旭川空港・旭岳スキーコース(旭岳温泉)行のバスを運行。
  - ふらのバスが富良野スキー場へ直通する「快速ラベンダー号」を運行。
- 富良野駅 - JR富良野線・JR根室本線
  - ふらのバスが富良野スキー場へのバスを運行
  - 占冠村営バスがJR石勝線占冠駅までのバスを運行。
- トマム駅 - JR石勝線　特急停車駅　
  - 占冠村営バスがJR石勝線占冠駅までのバスを運行。
- 新千歳空港　
  - 旭川駅行の高速バスが運行。

## その他
- 夏季は、ファーム富田のラベンダー畑や四季彩の丘の花畑・青い池・「北海道ガーデン街道」があり、冬季よりもむしろ夏季のほうが賑わいを見せるエリアである。